# Eleccions legislatives noruegues de 1921
Les eleccions legislatives noruegues de 1921 se celebraren el 24 d'octubre per a renovar els 150 membres del Storting, el parlament de Noruega. Els més votats foren la coalició de conservadors i esquerra liberal, però no tenia majoria i es formà un govern de coalició dirigit pel cap dels liberals Otto Albert Blehr, qui detingué el càrrec de primer ministre de Noruega.

## Suports
| Diari                             | Partit recolzat           | Partit recolzat    |
| --------------------------------- | ------------------------- | ------------------ |
| Jarlsberg og Laurvigs Amtstidende |                           | Partit Conservador |
| Jarlsberg og Laurvigs Amtstidende | Partit d'Esquerra Liberal |                    |
| Folkets Dagblad                   |                           | Partit Laborista   |
| Sunnmørsposten                    |                           | Partit Liberal     |

## Resultats
|         |                                                                                       |         |       |          |        |
| Partits | Partits                                                                               | Vots    | Vots  | Escons   | Escons |
| Partits | Partits                                                                               | #       | %     | #        | ±      |
|         | Partit Conservador (Høyre)                                                            | 301,372 | 33.31 | 42 / 150 | 2      |
|         | Partit d'Esquerra Liberal (Frisinnede Venstre)                                        | 301,372 | 33.31 | 15 / 150 | 5      |
|         | Partit Laborista Noruec (Det norske Arbeiderparti)                                    | 192,616 | 21.29 | 29 / 150 | 11     |
|         | Partit Liberal (Venstre)                                                              | 181,989 | 20.12 | 37 / 150 | 14     |
|         | Partit dels Agricultors (Landmandsforbundet)                                          | 118,657 | 13.12 | 17 / 150 | 14     |
|         | Partit Socialdemòcrata Laborista de Noruega (Norges Socialdemokratiske Arbeiderparti) | 83,629  | 9.24  | 8 / 150  | Nou    |
|         | Partit Popular Radical (Det Radikale Folkeparti)                                      | 22,970  | 2.54  | 2 / 150  | 1      |
|         | Total                                                                                 | 100%    | 100%  | 150      | 150    |